# Led Zeppelin II
Led Zeppelin II är det brittiska rockbandet Led Zeppelins andra studioalbum, inspelat januari till augusti 1969 och utgivet 22 oktober samma år på skivbolaget Atlantic Records. Led Zeppelin II kom att bli en viktig föregångare till den kommande heavy metalen. Albumet har bland annat inspirerat Deep Purple och Van Halen. Albumets mest kända låt är "Whole Lotta Love" som gruppen också slog igenom med. På albumet finns också de blues-inspirerade "What Is and What Should Never Be", "Bring It On Home", "Moby Dick", där John Bonham gör ett spektakulärt trumsolo, samt "Heartbreaker".
Inspelningarna av skivan ägde rum på olika platser både i Storbritannien och i USA eftersom man samtidigt hade ett hektiskt turnéschema att följa. Albumet har till följd av detta överlag ett aggressivt och direkt sound. Ingen av låtarna på skivan spelades in vid samma tillfälle. Skivan blev en mycket större framgång än deras självbetitlade debut och lyckades med konststycket att toppa albumlistorna på båda sidor av Atlanten. Albumomslaget är en manipulering av ett känt foto från 1917 av "Röde Baronen" Manfred von Richthofens jaktförband Jasta 11, där vissa ansikten har bytts ut mot bandmedlemmars och producenters, försetts med skägg och solglasögon mm.  
Albumet blev rankad som #75 i tidningen Rolling Stones lista The 500 Greatest Albums of All Time 2003. I En senare version återfinns det på plats 123. och finns även med i Robert Dimerys bok 1001 Albums You Must Hear Before You Die.

## Låtlista
| 1. | Whole Lotta Love                 | Page, Plant, Jones, Bonham, Dixon | 5:34 |
| 2. | What Is and What Should Never Be | Page, Plant                       | 4:44 |
| 3. | The Lemon Song                   | Page, Plant, Jones, Bonham        | 6:19 |
| 4. | Thank You                        | Page, Plant                       | 4:47 |

| 5.           | Heartbreaker                            | 4:14  |
| 6.           | Living Loving Maid (She's Just a Woman) | 2:39  |
| 7.           | Ramble On                               | 4:23  |
| 8.           | Moby Dick                               | 4:21  |
| 9.           | Bring It On Home                        | 4:20  |
| Total längd: | Total längd:                            | 41:29 |

## Medverkande
- John Bonham – trummor, timpani, kör
- John Paul Jones – bas, orgel, kör
- Jimmy Page – elgitarr, akustisk gitarr, kör, theremin
- Robert Plant – sång, munspel

## Listplaceringar
| Lista (1969-1970) | Position          |
| ----------------- | ----------------- |
| Danmark           | 1                 |
| Finland           | 1                 |
| Frankrike         | 3                 |
| Kanada            | 1 (RPM)           |
| Nederländerna     | 1                 |
| Norge             | 2 (VG-lista)      |
| Storbritannien    | 1                 |
| Sverige           | 4 (Kvällstoppen)  |
| USA               | 1 (Billboard 200) |
| Västtyskland      | 1                 |